# Superfície desenvolvível

O cilindro é um exemplo de superfície desenvolvível.

Em matemática, uma superfície desenvolvível é uma superfície regrada com curvatura gaussiana zero, ou seja, é uma superfície que pode ser achatada em um plano sem esticar, distorcer, rasgar ou vincar. Todas as retas nesse tipo de superfície são tangentes a uma mesma curva de dupla curvatura.
Matematicamente, superfície desenvolvível pode ser definida como uma superfície regrada do tipo {\displaystyle S(t,u)=C(t)+uw(t),t\in I,u\in \mathbb {R} ,} gerada pela família  {\displaystyle \{C(t),w(t)\}} com {\displaystyle \mid w(t)\mid =1} se {\displaystyle (w\cdot w',C')=0}. 
Superfície desenvolvível também é aquela gerada através de transformações do plano, como dobres, cortes e rotações. Podem ser descritas por linhas com trajetórias espaciais específicas.

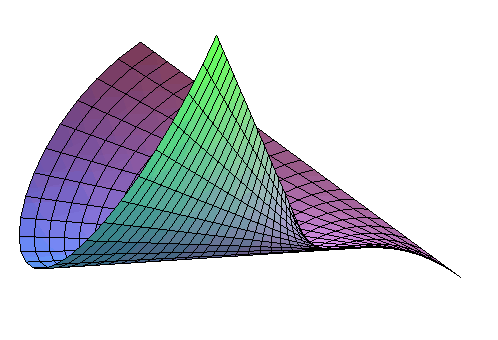
Exemplo de plano como superfície desenvolvível.

As superfícies desenvolvíveis que podem ser configuradas no espaço tridimensional incluem:
- A seção transversal dos cilindros;
- Os cones;
- O oloide e o esférico, que desenvolvem toda a sua superfície ao rolar por um plano;
- Trivialmente, os planos, que podem ser compreendidos como cilindros cuja seção transversal é uma linha.
- Superfície tangente é um caso particular de superfície desenvolvível, tal que {\displaystyle S(t,u)=C(t)+uC(t)}. [4]

Essas superfícies podem ser mapeadas com o comprimento das curvas preservados, isto é, podem ser mapeadas isometricamente no plano. 

## Aplicações

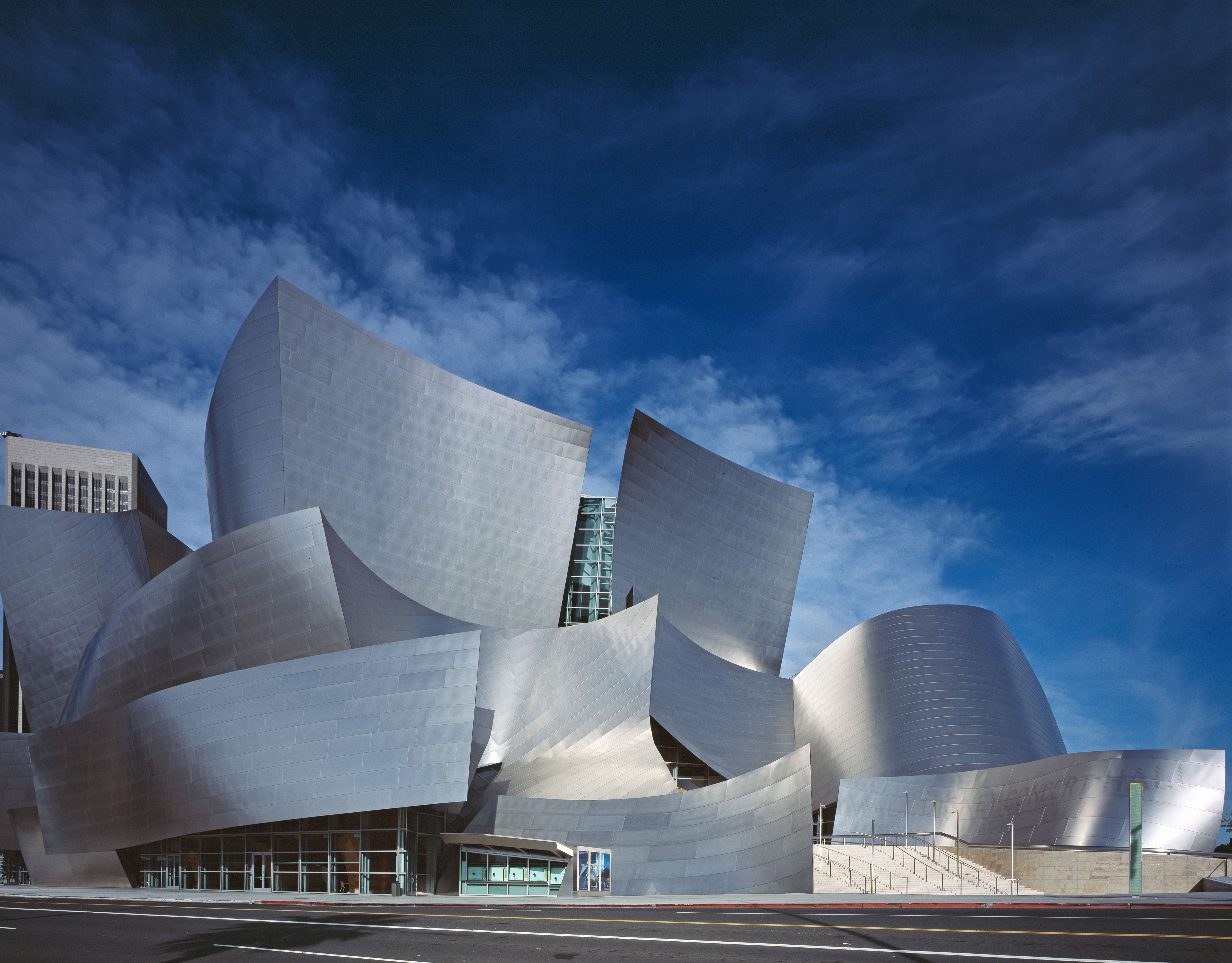
Disney Concert Hall projetado por Gehry utiliza de superfícies desenvolvíveis.

As superfícies desenvolvíveis foram utilizadas por Gehry & Partners, considerado um ícone no desconstrutivismo, na estrutura de apoio do projeto Disney Concert Hall, completado em 2003.
Além disso, a superfície da Terra pode ser representada diretamente por um superfície desenvolvível. Quando a superfície de projeção adotada é uma figura geométrica desenvolvível, a projeção é classificada como projeção por desenvolvimento. 

## Superfícies não desenvolvíveis
Grande parte das superfícies lisas, bem como a maioria das superfícies em geral, não são superfícies desenvolvíveis.
Algumas das superfícies não desenvolvíveis são:
- Esferas não são superfícies desenvolvíveis sob nenhuma métrica, pois não podem ser desenroladas em um plano.
- O helicoide é uma superfície regrada, mas, diferentemente das superfícies regradas mencionadas acima, não é uma superfície desenvolvível.
- O paraboloide hiperbólico e o hiperboloide são superfícies duplamente regradas ligeiramente diferentes, mas, diferentemente das superfícies regradas mencionadas acima, nenhuma delas é uma superfície desenvolvível.

### Aplicações de superfícies não desenvolvíveis
Muitas estruturas de grade, estruturas de tração e construções similares ganham resistência ao usar formas duplamente curvadas.